# Clifford Heatherley
Clifford Heatherley (Preston, 8 de outubro de 1888 – Londres, 15 de setembro de 1937) foi um ator de cinema britânico.

## Filmografia selecionada
- Bleak House (1920)
- The Tavern Knight (1920)
- The Autumn of Pride (1921)
- Mademoiselle from Armentieres (1926)
- The King's Highway (1927)
- The Constant Nymph (1928)
- Champagne (1928)
- Splinters (1929)
- The W Plan (1930)

Atuação no palco
- Little Nellie Kelly (London production, 1923)